# عرض الأسبوع الألماني

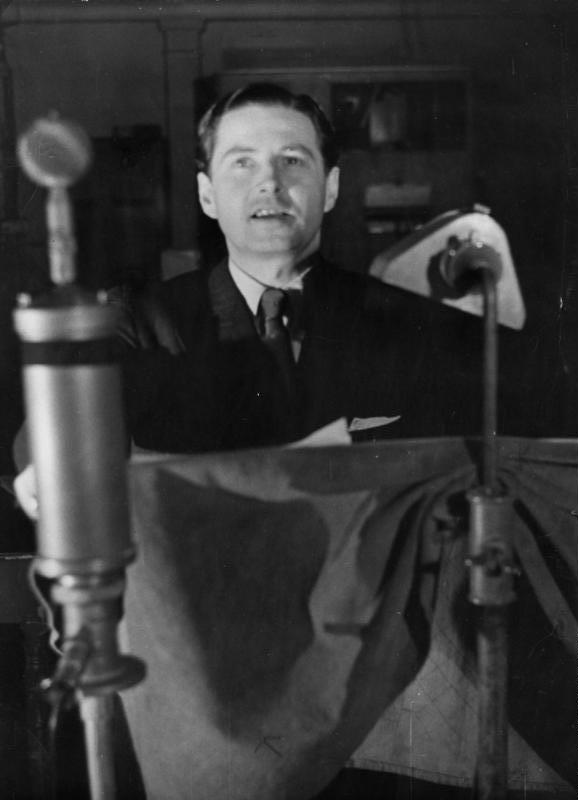
مذيع نشرة عرض الأسبوع الألماني، هاري جيسه، في صورة ملتقطة عام 1941.

عرض الأسبوع الألماني (بالألمانية: Die Deutsche Wochenschau) كان نشرة إخبارية مركزية تُعرض في صالات السينما في ألمانيا النازية. عُرضت عادة بين الفيلم التثقيفي والفيلم الرئيسي وقدمت هذه النشرة معلومات عن أحداث الحرب العالمية الثانية كما عملت على نشر الدعاية النازية. كانت حوالي 2000 نسخة من النشرة تُوزَع أسبوعيًّا في أراضي الرايخ، من بينها نسخ بلغات غير الألمانية موجهة للدول المتحالفة مع ألمانيا النازية والدول المحايدة ومعسكرات اعتقال أسرى الحرب. جزء ملحوظ من المادة الفيلمية الباقية عن هذا الزمان يعود لتسجيلات نشرة عرض الأسبوع الألماني. وكان هناك برنامجًا مشابهًا أنتجه الفيرماخت تحت اسم تقرير الفيرماخت Wehrmachtbericht.
بعد الغزو الألماني لبولندا، وحدت وزارة الرايخ للدعاية والإرشاد الشعبي نشرات الأخبار المقدمة في دور السينما تحت قيادة شركة الإنتاج UFA، وحدت نشرات الأخبار لكن عنوان البداية لكل شركة منتجة بقى كما ولم يوحد إلا في يونيو 1940، إذ صار العنوان عرض الأسبوع الألماني Die Deutsche Wochenschau هو العنوان الموحد. وأصبح هو النشرة الإخبارية الوحيدة من نوعها في دور العرض السينمائي حتى انقطع الإنتاج في مارس 1945 مع إغلاق معظم السينمات وتعطل الطرق.

## استشهادات
1. ↑  Bucher, Peter, "Goebbels und die Deutsche Wochenschau. Nationalsozialistische Filmpropaganda im Zweiten Weltkrieg 1939-1945", Militärgeschichtliche Mitteilungen, 15, 1986, 2, pp. 53-69.

## وصلات خارجية
- عرض الأسبوع الألماني على موقع IMDb (الإنجليزية)
- عرض الأسبوع الألماني على موقع قاعدة بيانات الفيلم (الإنجليزية)
- عرض الأسبوع الألماني على موقع ليتربوكسد (الإنجليزية)